# The Veil
The Veil är en amerikansk thrillerserie vars första säsong hade en USA-premiär på Hulu den 30 april 2024. Första säsongen består av sex avsnitt vars manus skrivits av Steven Knight.

## Handling
Serien kretsar kring två kvinnor som reser från Istanbul till Paris och London där den ena bär på en hemlighet som den andra måste få reda på innan flera tusen personer förlorar sina liv.

## Rollista (i urval)
- Elisabeth Moss
- Josh Charles – Max
- Dali Benssalah – Malik
- Yumna Marwan – Adilah
- Haluk Bilginer